# Emanuel Arnošt z Valdštejna
Emanuel Arnošt z Valdštejna (německy Emmanuel Ernst von Waldstein, 17. července 1716, Praha – 7. prosince 1789, Litoměřice) byl český šlechtic z rodu Valdštejnů a římskokatolický duchovní. Od roku 1756 získal úřad titulárního biskupa amyclenského a světícího biskupa pražské arcidiecéze a v letech 1760–1789 vykonával úřad biskupa litoměřického.

## Studium a začátek kariéry
Emanuel Arnošt ze známého rodu Valdštejnů, patřil mezi nejvzdělanější muže ve své době. Široce rozvětvený rod Valdštejnů měl i tzv. větev miletínskou, kterou držel od roku 1620 Bartoloměj z Valdštejna (roku 1600 koupil statek Rodov). Z této větve pocházel i císařský komoří, hrabě Jan Antonín Jáchym z Valdštejna, kterému se s manželkou Janou Kateřinou rozenou z Valdštejna narodili čtyři synové a pět dcer.
Syn Emanuel Arnošt se narodil 1. července 1716 v Praze. Byla mu určena dráha duchovního. Odešel tedy do Říma, kde studoval šest let na Collegiu Germanicu. Jeho úsilí a hluboké znalosti vedly k dosažení doktorátu z teologie a z kanonického práva. Oblíbil si ho dokonce i tehdejší papež Benedikt XIV., jak dosvědčuje sdělení, že Valdštejn mohl v domácí papežské kapli za přítomnosti několika kardinálů pronést kázání. V roce 1740 ho pak papež ve své domácí kapli osobně vysvětil na kněze.
Valdštejn se ihned poté vrátil do Čech. V Praze se roku 1741 stal kaplanem v kostele u Panny Marie Na louži (který stával na Mariánském náměstí při Clam-Gallasově paláci, zrušen 1782, zbořen po roce 1850), a roku 1743 byl jmenován infulovaným proboštem v Jindřichově Hradci a arcibiskupským vikářem. Jeho církevní kariéra se začala rozvíjet. Roku 1745 byl jmenován kanovníkem kolegiátní kapituly sv. Kosmy a Damiána ve Staré Boleslavi a 5. září 1746 zvolen kanovníkem u Metropolitní kapituly sv. Víta v Praze, a 21. září téhož roku jej instalovala sama císařovna Marie Terezie, a jmenovala jej prvním královským kanovníkem. Dále byl roku 1748 prohlášen děkanem kolegiátní kapituly sv. Apolináře v Praze. Od roku 1756 získal další dva úřady: titulárního biskupa amyclenského a světícího biskupa pražské arcidiecéze. Když roku 1759 zemřel scholastik pražské kapituly, převzal nakrátko i tento úřad.

## Litoměřický biskup, sběratel a mecenáš

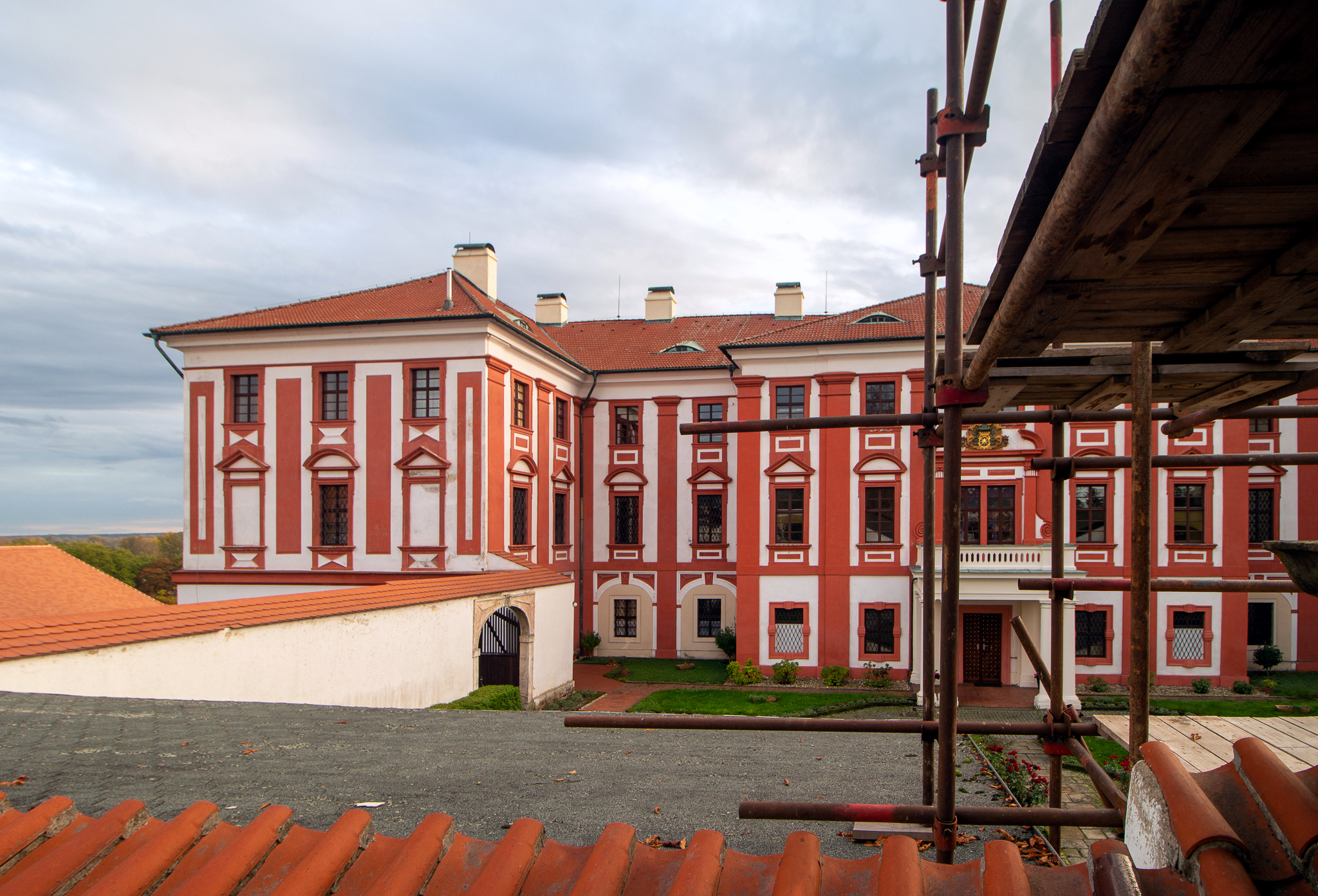
Biskupská rezidence v Litoměřicích

Dne 12. července 1759 jmenovala císařovna Marie Terezie Valdštejna litoměřickým biskupem a papež Klement XIII. ho do této funkce potvrdil. Slavnostní intronizace se konala v Litoměřicích 19. března 1760. Biskup Valdštejn se přestěhoval do litoměřické rezidence i se svou knihovnou. Od dob svých studií se Valdštejn zajímal nejen o dějiny svého rodu, ale o dějiny obecně. Proto založil vlastní knihovnu, jejíž základ tvořila poměrně malá rodinná knihovna. Valdštejn začal rychle rozšiřovat – jak koupěmi v Čechách, tak nákupy v Drážďanech, ve Vídni a v Římě. Vzácné svazky posílali Valdštejnovi též Petr a Bartoloměj Polonové z Říma. V Praze se stýkal s knihtiskařem a knihovníkem Janem Klausnerem, který měl vzácnou sbírku inkunábulí a starých českých tisků podle provenience. Valdštejn si přál sestavit sbírku česky psaných i tištěných biblí, což se mu také podařilo. Jeho sbírka se stala patrně největší a dosud je zachována v biskupské knihovně litoměřické rezidence.
Míval tři až pět profesionálních kopistů, kteří mu vyhotovovali opisy nejrůznějších archiválií, rukopisů a knih. Tyto přepisy byly vždy revidovány a řada z nich dnes nahrazuje originály, zničené za různých válek, při požárech atd.
Valdštejn podporoval četné české vědce, například Josefa Dobrovského, Gelasia Dobnera nebo M. A. Voigta a pravidelně se s nimi stýkal. Valdštejnova sbírka mincí podnítila numismatika M. A. Voigta k tomu, aby položil základy české vědecké numismatiky. Sbírku pak Valdštejn odkázal ve své neteři. Od ní bohemikální ražby vykoupil hrabě Šternberk, který je později věnoval Národnímu muzeu v Praze. Karel Rafael Ungar se v předmluvě významného díla „Bohemia docta“ zmínil, že Valdštejn je společným ochráncem a mecenášem učenců.
Rovněž udržoval kontakt s Ignácem Bornem, významným geologem, s historikem Martinem Pelclem, dopisoval si s významným právníkem a znalcem Karlem Korejtkem a se znalcem české literatury Kristiánem Klupem (ten ovládal i hebrejštinu, řečtinu a francouzštinu). Písemný styk pěstoval též s belgickým kardinálem Frankenbergem, vídeňským dvorním archivářem Rosenthalem a církevním historikem Berghauerem, který se pak stal proboštem vyšehradským a vydal „Křišťana“. Známé jsou Valdštejnovy kontakty s augustiniánem Sandrikem, papežským nunciem ve Vídni, a dalšími.
Množství vzpomenutých kontaktů přivedlo Ignáce Borna na myšlenku, aby Valdštejn založil soukromou učenou společnost. Každý lichý měsíc ve středu se začaly v litoměřické rezidenci konat vědecké přednášky, které se zaměřily na prohloubení tehdejší znalosti jak z věd humanitních, tak z přírodních, zvláště geologie, věnovaly se též moderním jazykům, zejména francouzštině. Po smrti Valdštejna přešla tato učená společnost do Prahy a položila tak základy České akademie věd.

## Pastorace
Ačkoli biskup věnoval mnoho času vědě a výtvarnému umění, nezanedbával řešení zcela běžných problémů. Dómský pahorek trpěl trvalým nedostatkem čerstvé vody. Schleinitz, ještě jako probošt, dal roku 1651 vyhloubit studnu, kterou do provozu uvedl teprve Valdštejn. V blízkých Třebouticích dokončil výstavbu tamního zámku. Roku 1763 nechal v nedalekých Křešicích přestavět a rozšířit barokní poutní kapli Panny Marie, kterou založil biskup Vratislav z Mitrovic, a znovu ji vysvětil. Kaple, při níž vyvěral minerální pramen, stála vedle farního kostela a časem do ní přicházelo velké množství poutníků, především z řad českých mariánských ctitelů, uctít Pannu Marii. Až později se Křešice staly dvojjazyčné. Roku 1786 zahájil Valdštejn stavbu nového kostela v Novém Boru. Typicky baroknímu městu, založenému díky rostoucímu sklářskému průmyslu, dosavadní kostel již nepostačoval. Stavba byla ukončena roku 1788 a kostel byl vysvěcen až po Valdštejnově smrti, po vybavení interiéru.
Velký hladomor roku 1772 pak podnítil biskupa k organizaci účelné pomoci hladovějícím obyvatelům diecéze. Veškeré své pastorační povinnosti vykonával Valdštejn velmi odpovědně. Při svatoštěpánské katedrále zřídil dvě místa pro kazatele, českého a německého, a katedrála se i s okolím stala samostatnou farní správou. V jejím čele stál většinou některý ze sídelních kanovníků. Valdštejnovi rovněž záleželo na mírové rekatolizaci, a proto ve své diecézi ustanovil ještě dva zvláštní kazatele – opět českého a německého. Na základě biskupovy iniciativy se na panství hraběte Kinského usídlil řád piaristů, který svou činnost zaměřil na základní a později i na vysoké školství, a přispěl tak k významnému zvýšení vzdělanosti v celém okolí. Od roku 1777 navíc sloužil jako koadjutor pražského arcibiskupa na zámku Lemberk.

## Rozvoj diecéze
V době episkopátu Valdštejna došlo k největšímu územnímu rozmachu diecéze. Vzniklo dokonce 81 nových farností. Josef II. totiž provedl velkou reorganizaci diecézí v českých zemích. Litoměřická diecéze tak byla roku 1784 rozšířena o dva další historické kraje, Žatecko a Boleslavsko. Územně se ztrojnásobila, čímž vyvstaly nové problémy, které bylo zapotřebí řešit. Na žádost arcibiskupa Antonína Příchovského z Příchovic, který vlastnil panství Nové Benátky (v držení Příchovských od roku 1769), bylo toto panství vyčleněno ze zvětšené litoměřické diecéze a připojeno zpět k pražské. Totéž nastalo i v případě statku a farnosti Světec na Bílinsku a statku a farnosti Kozly na Lounsku, které zůstaly mimo novou hranici diecéze jako enklávy. Vyjmut byl i starobylý statek v Žitenicích, patřící vyšehradské kapitule, která byla jako exemptní přímo podřízena Římu. Valdštejn začal okamžitě vizitovat nově přidělené kraje, protože usiloval o plné sjednocení velké diecéze. Z tohoto důvodu v roce 1777 odmítl nabídku na místo koadjutora v arcibiskupství Lvov v Haliči s právem nástupnickým. Jako omluvu však udal neznalost polštiny a ukrajinštiny.

## Josefinské reformy
Posledních dvanáct let prožil v době velký josefínských reforem, které omezovaly pravomoci církve a podřizovaly ji státu. Zakazovaly všechny přímé kontakty se zahraničím a striktně omezovaly přímý styk s papežským stolcem. Některé papežské buly byly zničeny a všechny nové musel předem schválit stát – tzv. Placetum regium. Tak reformy prakticky degradovaly biskupy na státní úředníky, podstatně omezily jejich pravomoc nad farnostmi, nařízení a výnosy biskupství podléhaly dozoru státu. Byla zrušena všechna církevní bratrstva, přestože některá zvláště literátská, vlastnila historicky umělecké cenné rukopisy. Ze všech pousteven, kostelů a kaplí, které z hlediska státu nebyly dostatečně využívány, se staly budovy určené k jiným účelům, například skladiště apod. Z kostelů musely být odstraněny všechny milostné obrazy i votivní tabulky. Stát zakázal poutě a lidové zbožnosti, reguloval bohoslužby, podstatně snížil počet církevních svátků, požehnání omezil na minimum. Zrušil všechna výročí kostelů a nařídil, že všechny farnosti a církevní instituce musí svá posvěcení slavit jednotně, vždy třetí neděli v říjnu. Duchovní byli navíc nuceni z kazatelen číst státní zákony a nařízení. Přišly však další pohromy.
Roku 1783 byly zrušeny všechny biskupské semináře a pro Čechy a Moravu byly nově zřízeny jen dva tzv. generální semináře, v Praze a v Olomouci. Těžkému postihu se nevyhnuly ani řády a kongregace. Již 21. července 1773 byl na podnět některých evropských států a dvorů zrušen jezuitský řád, který zůstal zachován pouze v Rusku. Při jeho likvidaci často došlo v řadě jezuitských objektů k obrovským škodám: monstrance byly zničeny, historické dokumenty, rukopisy a knihy těžko vyčíslitelné ceny byly prodány na starý papír atd. Do některých svých kolejí se jezuité v roce 1804 vrátili. V litoměřické diecézi to byly: Chomutov (založen 1589), Litoměřice s gymnáziem a seminářem (1628), Liběšice u Úštěka (1623); jezuitům též patřila kolej ve Starém Městě Pražském a v Bohosudově-Krupce (1557–1618).
V diecézi byly kromě jezuitů zrušeny: v roce 1782 magdalenitky v Zahražanech u Mostu a premonstrátky v Doksanech (tehdy ještě patřící do pražské arcidiecéze). V roce 1785 dominikáni a minorité v Nymburce, benediktini na Bezdězu. V roce 1786 dominikáni v Jablonném v Podještědí, v roce 1787 servité v Konojedech a v roce 1789 minorité v Litoměřicích. Později byly však některé konventy obnoveny. V litoměřické diecézi to byli dominikáni v Ústí nad Labem, augustiniáni v České Lípě, kapucíni v Litoměřicích a minorité v Kadani. Z majetku zrušených církevních objektů byl založen Náboženský studijní a školský fond, který mohl uvolnit finance pro založení lokálií, jež měly doplnit důležitou síť farností. Lokálie však dostávaly nižší dotace než farnosti. Některé z nich byly později povýšeny na farnost se všemi jejími právy.
Biskup vedle již uvedené knihovny podstatně rozmnožil cenné památky (obrazy, sochy, kostely, kaple, precióza). Do svatoštěpánské katedrály nechal pořídit nejen nové ornáty, ale i kalichy. Při biskupské rezidenci vznikla též nová krásná zahrada.

## Závěr života
Valdštejn, na něhož velmi silně působily důsledky josefínských reforem, zemřel 7. prosince 1789 v rezidenci s obavami, jak bude katolická církev dále bránit své základní poslání.
Jelikož v době jeho úmrtí byly centrálně rušeny hřbitovy uvnitř měst a obcí, včetně biskupského hřbitova na Dómském pahorku, a velký hřbitov za městem nebyl ještě dokončen, byl Valdštejn „dočasně“ pohřben na malém hřbitůvku v ohrazené kapli sv. Jana Křtitele za biskupskou rezidencí v tzv. josefínské hrobce. Při pohřbech totiž musely být dodrženy i speciální pohřební předpisy.
„Dočasnost“ v případě biskupa Valdštejna trvala až do konce 20. století, kdy se podařilo exhumovat jeho ostatky a provést i jejich antropologický průzkum. Ostatky pak byly uloženy v biskupské katedrále, v kryptě před oltářem Panny Marie Bolestné, kde byli již dříve pohřbeni Valdštejnovi nejbližší spolupracovníci. Biskup Valdštejn bezesporu patří mezi nejvýznamnější litoměřické biskupy jak z hlediska církevního, tak z hlediska kulturního a vědeckého. Nad zemřelým truchlili i prostí věřící pro jeho hluboké sociální cítění, charitativní činnost a činnou víru. Působení biskupa Valdštejna tak patří, s výjimkou období josefinismu, k nejvýznamnějším obdobím dějin litoměřické diecéze.